# Década de 570 a.C.
Séculos: (Século VII a.C. - Século VI a.C. - Século V a.C.)
Décadas: 620 a.C. 610 a.C. 600 a.C. 590 a.C. 580 a.C. - 570 a.C. - 560 a.C. 550 a.C. 540 a.C. 530 a.C. 520 a.C.
Anos:
579 a.C. - 578 a.C. - 577 a.C. - 576 a.C. - 575 a.C. - 574 a.C. - 573 a.C. - 572 a.C. - 571 a.C. - 570 a.C.

## Eventos
- 579 a.C. — Sérvio Túlio sucede a Lúcio Tarquínio Prisco, assassinado, como o sexto rei de Roma (data tradicional).
- c. 576 a.C. — Nasce Ciro, o Grande, futuro rei de Ansã e principal arquiteto do Império Aquemênida.
- 575 a.C. — A Porta de Istar e os murais da sala do trono, na cidade da Babilônia (no atual Iraque) são feitos. Uma versão modificada se encontra nos Museus Estatais de Berlim, no Preussischer Kulturbesitz, e no Vorderasiatisches Museum.
- 575 a.C. — Batalha de Yanling, na China; o exército da nação Jin derrota as forças do estado de Chu, na antiga província de Henan.
- 575 a.C.–550 a.C. — Templos e edifícios públicos começam a adornar Roma; o principal templo dedicado ao deus Júpiter Ótimo Máximo é construído.
- 573 a.C. — Os Jogos Nemeus são inaugurados, em Nemeia (data tradicional).
- 572 a.C. — Morre Zhou Jian Wang, rei da dinastia Zhou, da China.
- 571 a.C. — Zhou Ling Wang torna-se rei da dinastia Zhou, da China.
- 570 a.C. — Amásis II sucede a Apriés como rei do Egito.
- c. 570 a.C. — Nasce Xenófanes, filósofo grego, célebre por escrever apenas em versos.
- c. 570 a.C. — O Vaso François, célebre cratera ilustrada com desenhos negros, é feita pelo artesão Ergótimo e pelo pintor Clítias; está exposto atualmente no Museu Arqueológico Nacional de Florença, em Florença, na Itália.
- 570 BC–560 BC — A kore de Berlim, encontrada num cemitério em Cerateia, próximo a Atenas, é feita; atualmente se encontra nos Staatlische Museen zu Berlin, Preussischer Kulturbesitz, Antikensammlung.